# 隶首
隸首是中国古代传说中的人物，相传是黄帝的史官，数字的发明者。相传隸首是擅于算术的人，也有认为是隶首发明了珠算。

## 记载
隶首的传说首先出现在春秋战国时期的史书《世本》中。该书是赵国史官所作，记载了黄帝以来的史事，原有十五篇。《汉书》的《艺文志》中有记载:“《世本》十五篇。古史官记黄帝以来讫春秋时诸侯大夫。”《世本》中的《作篇》中说：“隶首作数”。汉代的宋衷注：“隶首黄帝史也”，说明隶首是黄帝的史官。此后的《史记》、《后汉书》、《昭明文选》中都记载了这种说法。汉朝的徐岳在著作《数术记遗》中记载他的老师天目先生曾经说过：“隶首注术，乃有多种，及余遗忘，记忆数事而已。其一积算、其一太乙、其一两仪、其一三才、其一五行、其一八卦、其一九宫、其一运算、其一了知、其一成数、其一把头、其一龟算、其一珠算，其一计算（隶首计数的方法有很多种，现在我能记得的只有其中几种，有积算、太乙、两仪、三才、五行、八卦、九宫、运算、了知、成数、把头、龟算和珠算）。”

## 相关文学作品
- “伯益不能名，隸首不能紀。”——汉 張衡，《西京賦》
- “隶首策乱，陈子筹昏”——汉 马融，《广成颂》
- “隶首不能计其多少，离朱不能察其髣髴。”——晋 葛洪，《抱朴子·道意》
- “隶首不能算，知有几万年。”——清 黄遵宪，《杂感》